# HC Baroni Opočno
HC Baroni Opočno (celým názvem: Hockey Club Baroni Opočno) je český klub ledního hokeje, který sídlí ve městě Opočno v Královéhradeckém kraji. Založen byl v roce 1947. Od sezóny 2017/18 do sezóny 2023/24 působil v Královéhradecké krajské lize, čtvrté české nejvyšší soutěži ledního hokeje. Před ročníkem 2024/25 se klub odhlásil z krajské ligy a přihlásil se do Oblastní ligy Ústí nad Orlicí. Klubové barvy jsou červená a žlutá.
Své domácí zápasy odehrává na zimním stadionu Opočno s kapacitou 700 diváků.

## Přehled ligové účasti
Stručný přehled
Zdroj:
- 1971–1973: Divize – sk. B (3. ligová úroveň v Československu)
- 1973–1974: Východočeský krajský přebor (5. ligová úroveň v Československu)
- 1974–1977: Divize – sk. C (4. ligová úroveň v Československu)
- 1978–1979: 2. ČNHL – sk. C (3. ligová úroveň v Československu)
- 1987–1988: Východočeský krajský přebor (4. ligová úroveň v Československu)
- 2004–2005: Královéhradecký a Pardubický krajský přebor (5. ligová úroveň v České republice)
- 2005–2006: Královéhradecká a Pardubická krajská liga – sk. A (4. ligová úroveň v České republice)
- 2006–2007: Královéhradecký krajský přebor (5. ligová úroveň v České republice)
- 2007–2013: Královéhradecká krajská liga (4. ligová úroveň v České republice)
- 2013–2017: Královéhradecká krajská soutěž (5. ligová úroveň v České republice)
- 2017–2024: Královéhradecká krajská liga (4. ligová úroveň v České republice)
- 2024 : Oblastní liga – Ústí nad Orlicí (–. ligová úroveň v České republice)

Jednotlivé ročníky
Zdroj:
Legenda: ZČ - základní část, červené podbarvení - sestup, zelené podbarvení - postup, fialové podbarvení - reorganizace, změna skupiny či soutěže
| Československo (1971 – 1993) |                                                   |           |           |                                       |                       |
| Sezóny                       | Soutěž                                            | Úroveň    | ZČ        | Play-off, nadstavba, sk. o udržení... | Poznámky              |
| 1971/72                      | Divize – sk. B                                    | 3. úroveň | 7. místo  |                                       |                       |
| 1972/73                      | Divize – sk. B                                    | 3. úroveň | 8. místo  |                                       | Reorganizace          |
| 1973/74                      | Východočeský krajský přebor                       | 5. úroveň | ?. místo  |                                       | Postup                |
| 1974/75                      | Divize – sk. C                                    | 4. úroveň | 2. místo  |                                       |                       |
| 1975/76                      | Divize – sk. C                                    | 4. úroveň | 1. místo  | Odmítnutí postupu do 2. ČNHL          |                       |
| 1976/77                      | Divize – sk. C                                    | 4. úroveň | –. místo  |                                       | Odstoupení ze soutěže |
| ...                          |                                                   |           |           |                                       |                       |
| 1978/79                      | 2. ČNHL – sk. C                                   | 3. úroveň | –. místo  |                                       | Odstoupení ze soutěže |
| ...                          |                                                   |           |           |                                       |                       |
| 1987/88                      | Východočeský krajský přebor                       | 4. úroveň | 3. místo  |                                       |                       |
| ...                          |                                                   |           |           |                                       |                       |
| Česko (1993 – )              |                                                   |           |           |                                       |                       |
| Sezóny                       | Soutěž                                            | Úroveň    | ZČ        | Play-off, nadstavba, sk. o udržení... | Poznámky              |
| ...                          |                                                   |           |           |                                       |                       |
| 2004/05                      | Královéhradecký a Pardubický krajský přebor       | 5. úroveň | 3. místo  | Vítěz                                 | Postup                |
| 2005/06                      | Královéhradecká a Pardubická krajská liga – sk. A | 4. úroveň | 9. místo  | Skupina o umístění A (9. místo)       | Reorganizace          |
| 2006/07                      | Královéhradecký krajský přebor                    | 5. úroveň | 3. místo  | Vítěz                                 | Postup                |
| 2007/08                      | Královéhradecká krajská liga                      | 4. úroveň | 7. místo  | Nemistrovská skupina (2. místo)       |                       |
| 2008/09                      | Královéhradecká krajská liga                      | 4. úroveň | 9. místo  | Nemistrovská skupina (3. místo)       |                       |
| 2009/10                      | Královéhradecká krajská liga                      | 4. úroveň | 8. místo  | Nemistrovská skupina (1. místo)       |                       |
| 2010/11                      | Královéhradecká krajská liga                      | 4. úroveň | 8. místo  | Zápas o 7. místo (prohra)             |                       |
| 2011/12                      | Královéhradecká krajská liga                      | 4. úroveň | 11. místo | Nemistrovská skupina (5. místo)       |                       |
| 2012/13                      | Královéhradecká krajská liga                      | 4. úroveň | 12. místo | O pohár předsedy KVV ČSLH (4. místo)  | Sestup                |
| 2013/14                      | Královéhradecká krajská soutěž                    | 5. úroveň | 3. místo  | O pohár předsedy KVV ČSLH (2. místo)  |                       |
| 2014/15                      | Královéhradecká krajská soutěž                    | 5. úroveň | 1. místo  | Baráž o KLM (3. místo)                |                       |
| 2015/16                      | Královéhradecká krajská soutěž                    | 5. úroveň | 2. místo  | Baráž o KLM (4. místo)                |                       |
| 2016/17                      | Královéhradecká krajská soutěž                    | 5. úroveň | 2. místo  | Baráž o KLM (3. místo)                | Postup                |
| 2017/18                      | Královéhradecká krajská liga                      | 4. úroveň | 8. místo  | Baráž o KLM (2. místo)                |                       |
| 2018/19                      | Královéhradecká krajská liga                      | 4. úroveň | 9. místo  | Nadstavba B (3. místo)                |                       |
| 2019/20                      | Královéhradecká krajská liga                      | 4. úroveň |           |                                       |                       |